# Тары (станция)
Тары (каз. Тары) — станция (населенный пункт) в Кербулакском районе Жетысуской области Казахстана. Входит в состав Сарыбастауского сельского округа. Код КАТО — 194655600.

## Население
В 1999 году население станции составляло 26 человек (13 мужчин и 13 женщин). По данным переписи 2009 года, в населённом пункте проживали 33 человека (16 мужчин и 17 женщин).